# Agneaux
Agneaux település Franciaországban, Manche megyében. Lakosainak száma 4266 fő (2022. január 1.). Agneaux Rampan, Thèreval, Saint-Georges-Montcocq, Saint-Gilles és Saint-Lô községekkel határos.

## Népesség
A település népességének változása:
| Lakosok száma | 2308 | 3716 | 4173 | 4095 | 4072 | 4036 | 4027 | 4153 | 4245 | 4266 |
|               | 1968 | 1982 | 1990 | 2006 | 2013 | 2015 | 2017 | 2019 | 2020 | 2022 |